# 제프 에드워즈

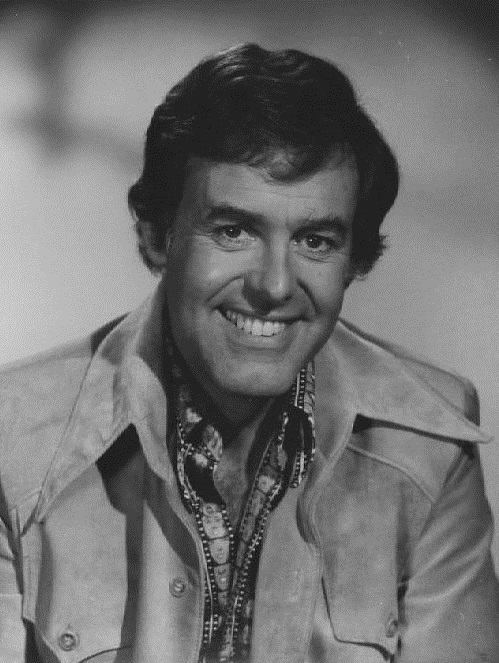

제프 에드워즈(Geoff Edwards, 1931년 2월 15일 ~ 2014년 3월 5일)는 미국의 배우, 라디오 DJ이다.
웨스트필드에서 태어났다.

## 출연 작품

### 영화
- 사랑의 데이트 (1978, Three on a Date)
- 드라이브 (1997) - 게임 쇼 진행자 역 드라이브

### 텔레비전
- 신나는 개구쟁이 (1980)